# Bligny (Marne)
Bligny ist eine französische Gemeinde mit 115 Einwohnern (Stand 1. Januar 2022) im Département  Marne in der Region Grand Est (vor 2016: Champagne-Ardenne). Sie gehört zum Arrondissement Reims und zum Kanton Ville-en-Tardenois.

## Bevölkerungsentwicklung
| Jahr      | 1962 | 1968 | 1975 | 1982 | 1990 | 1999 | 2009 | 2018 |
| Einwohner | 40   | 56   | 89   | 101  | 102  | 89   | 107  | 120  |

## Sehenswürdigkeiten
- Kirche Saint-Pierre